# Hawaii Five-O
Hawaii Five-O (ang. Hawaii Five-O) – fabularny amerykański serial telewizyjny emitowany przez CBS w latach 1968 do 1980. Twórcą serialu jest Leonard Freeman. Serial miał swoją premierę 20 września 1968 roku. W Polsce serial jest emitowany przez CBS Action.

## Fabuła
Serial opowiada o codziennej pracy specjalnej jednostki policyjnej na Hawajach, kierowanej przez Steve’a McGarretta (Jack Lord).

## Obsada

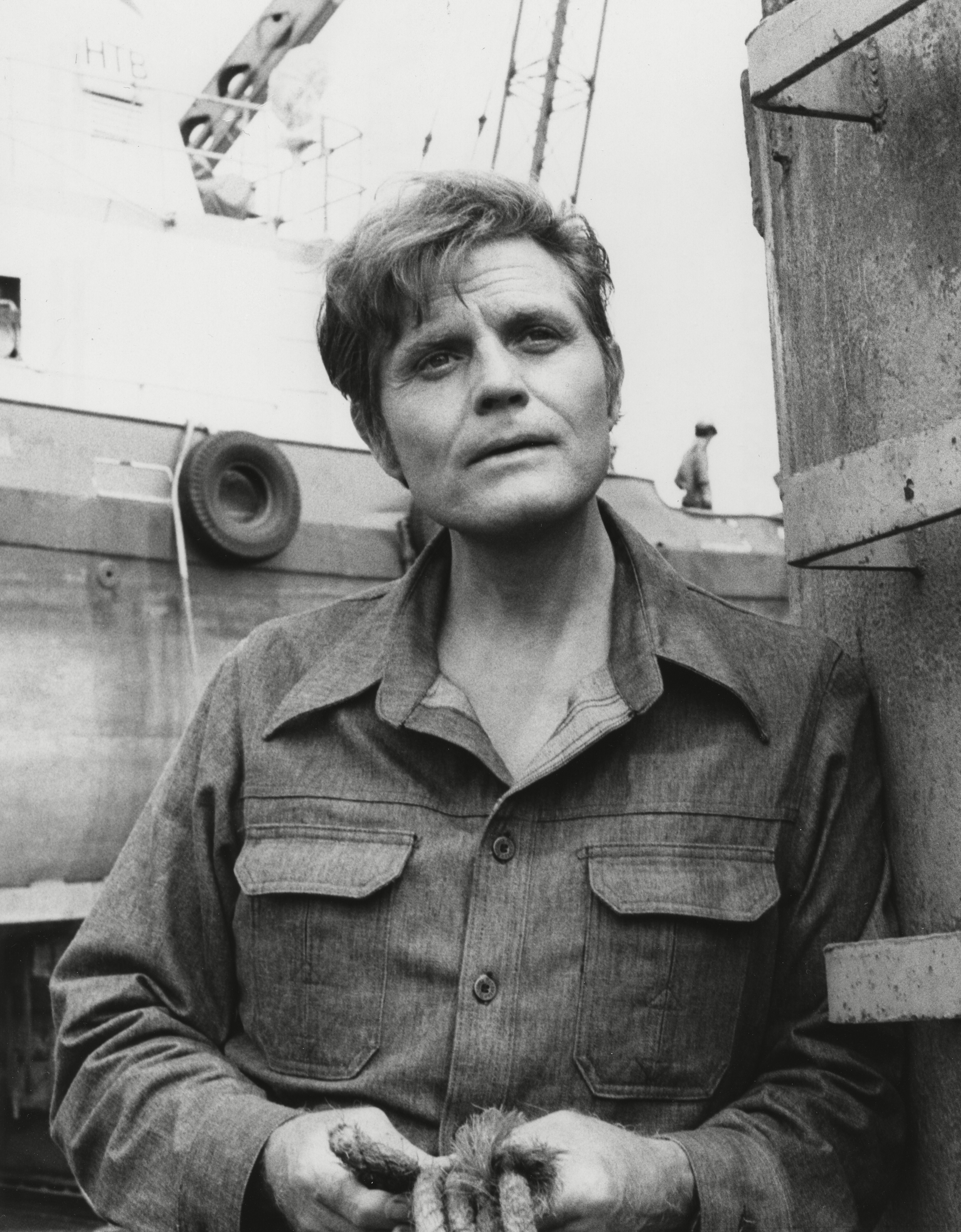
Jack Lord w roli Steve’a McGarretta

| Aktor            | Postać                   | zawód                |  |
| ---------------- | ------------------------ | -------------------- |  |
| Jack Lord        | Steven „Steve” McGarrett | Detektyw/Kapitan     |  |
| James MacArthur  | Daniel „Danno” Williams  | Detektyw             |  |
| Zulu             | Kono Kalakaua            | Detektyw             |  |
| Kam Fong         | Chin Ho Kelly            | Detektyw/Sierżant    |  |
| Doug Mossman     | Frank Kamana             | Detektyw             |  |
| Glenn Cannon     | John Manicote            | Prokurator Generalny |  |
| Danny Kamekona   | Nick Kellogg             | Honolulu PD          |  |
| Herman Wedemeyer | Duke Lukela              | Detektyw             |  |

## Remake
19 maja 2010 r. stacja CBS zamówiła remake serialu, który miał być całkiem odświeżoną wersją swojego pierwowzoru z lat 1968–1980. Aktualnie młodsza wersja Hawaii Five-0 zakończyła swoją emisję na 10 sezonie.